# Ermordung von Schamil Odamanow
Bei der Ermordung von Schamil Odamanow handelt es sich um ein virales Enthauptungsvideo, in dem gezeigt wird, wie zwei gefangene russische Männer durch Enthauptung und Schüsse ermordet werden. Es wurde 2007 von den Mitgliedern russischer Neonazi-Gruppen auf YouTube hochgeladen. Weithin bekannt als Das russische Neonazi-Enthauptungsvideo (russisch Казнь таджика и дагестанца, deutsch ‚Die Hinrichtung eines Tadschiken und eines Dagestaners‘, englisch The Execution of a Tajiki and a Dagestani), galt der Vorfall bis 2020 als Cold Case.

## Beschreibung
Das Video beginnt mit einem Hakenkreuz auf rotem digitalem Hintergrund, begleitet von dem Lied Русь der russischen Folk-Metal-Band Arkona. Die Kamera fokussiert auf eine Landschaft und zeigt den Text „Operation der NSPR zur Verhaftung und Hinrichtung von zwei Kolonisten aus Dagestan und Tadschikistan. 2007“. Kurz darauf fokussiert die Kamera auf die Opfer, die beide mit Händen und Füßen auf dem Rücken gefesselt sind. Die Musik verklingt. Während sie auf den Knien liegen, sagen sie in ihrer russischen Muttersprache: „Wir wurden von russischen Nationalsozialisten verhaftet.“ Dann schließt die Kamera auf das Gesicht des ersten Opfers. Hinter ihm steht ein Mann in einem Tarnanzug mit einem gezackten Messer in der rechten Hand. Ein Schrei – „Ruhm für Russland!“ ist zu hören, woraufhin der Mann beginnt, den Kopf seines Opfers in schnellen Bewegungen zu zersägen. Die Aktion wird von dem Geräusch der durchgesägten Halswirbelsäule begleitet. Das zweite Opfer wird aus nächster Nähe in den Hinterkopf geschossen, bevor sein Körper in ein vorbereitetes Grab fällt. Elektronische Musik ertönt; zwei maskierte Männer zeigen den Hitlergruß. Das Video endet mit einer Aufnahme einer Betonwand mit der Aufschrift „NSPR“ in russischer Sprache und einem daneben gezeichneten Hakenkreuz.

## Veröffentlichung und Stellungnahme
Am 12. August 2007 wurde auf der LiveJournal-Blogplattform des Benutzers vik23 ein zweiminütiges Video mit dem Titel „Execution of a Tajik and a Dag“ (‚Hinrichtung eines Tadschiken und eines Dagestaners‘) veröffentlicht, das die Ermordung zweier nicht slawischer junger Männer zeigt. Einige Stunden später wurde das Video der Hinrichtung auf der Nachrichten-Website der russischen Radikalen „NS/WP“ (National Socialist/White Power) und auf dem LiveJournal-Blog des Benutzers „antigipsyone“ veröffentlicht. Am 13. August wurde das Video in die dreißig populärsten Websuchen der russischen Suchmaschine Yandex aufgenommen. Am nächsten Tag, dem 14. August, wurde auf der Nachrichten-Website der kaukasischen Separatisten Kavkaz Center eine Erklärung einer bisher unbekannten Neonazi-Gruppe veröffentlicht: NSPR (Nationale Sozialistische Partei Russlands), die die Verantwortung für den Doppelmord übernahm:

„Unsere Partei ist die kämpferische Avantgarde des nationalsozialistischen Kampfes.
1. Wir kündigen den Beginn des bewaffneten Kampfes unserer Partei gegen die schwarzen Kolonisten und diejenigen, die sie unterstützen, aus den Reihen der Beamten der Russischen Föderation an.
2. Wir halten es für notwendig, alle Kaukasier (Moslems) und Asiaten aus dem russischen Territorium zu vertreiben.
3. Wir halten es für notwendig, allen kaukasischen Republiken (einschließlich Tschetscheniens) die Unabhängigkeit zu gewähren, verbunden mit der Vertreibung der gesamten kaukasischen Bevölkerung Russlands.
4. Wir fordern die Freilassung aller russischen Nationalsozialisten, die in den letzten Jahren verurteilt wurden und jetzt inhaftiert sind, und die Beendigung der Verfolgung von Maxim Marcinkiewicz.
5. Wir fordern den Rücktritt von Präsident Putin und die Übergabe der gesamten Macht im Lande an die nationalsozialistische Regierung, die von Dmitri Rumjanzew, dem Führer der Nationalsozialistischen Gesellschaft Russlands, gebildet werden sollte.
6. Wir sind ein unabhängiger militanter Flügel der Nationalsozialistischen Gesellschaft (N.S.S.), und wir erkennen die politische Führung der Nationalsozialistischen Gesellschaft an.
7. Wir werden unseren Kampf nicht aufgeben, bis die Macht im Lande an die nationalsozialistische Regierung übergeht.“

Diese Aussage wurde auch auf der Seite des LiveJournal-Benutzers vik23 veröffentlicht. Einen Tag später, am 15. August, meldete sich ein Student der Staatlichen Technologischen Universität Maikop, Viktor Milkov (vik23), der nach eigenen Angaben Anhänger nationalsozialistischen Gedankenguts war, bei der Staatsanwaltschaft von Adygeja und gab zu, das Video veröffentlicht zu haben. Er behauptete, er habe das Video erhalten und auf Wunsch einer unbekannten Person, die er online kennengelernt hatte und die sich nur als „Mädchen aus Deutschland“ vorstellte, veröffentlicht.
Am 15. August 2007 veröffentlichte die Presse der nationalistischen Gruppe National Socialist Society, unter deren Schirmherrschaft der Doppelmord begangen worden sein soll, eine Pressemitteilung:

„Im Zusammenhang mit zahlreichen Medienanfragen: In der National Socialist Society gibt es keine Unterabteilung mit dem Namen NSPR (Nationale Sozialistische Partei Russlands). Gleichzeitig müssen wir anerkennen, dass autonome nationalsozialistische Gruppen die im Video gezeigte Hinrichtung begangen haben könnten. Dies ist eine recht vorhersehbare Reaktion auf den immer stärker werdenden Druck auf die nationalsozialistische Bewegung durch die Behörden.“

In einer Antwort auf eine Anfrage von Gazeta.ru sagte der Vorsitzende der National Socialist Society, Dmitri Rumjanzew: „Die National Socialist Society übernimmt keine Verantwortung für das veröffentlichte Video, weist aber auch nicht offiziell zurück, dass sie an der Aufnahme beteiligt war. Es gibt nichts zu kommentieren. Aus dem Video geht bereits alles klar hervor.“ Der Vorsitzende der Slawischen Union, Dmitri Djomuschkin, deutete an, dass das Video von russischen Geheimdiensten oder Mitgliedern radikaler islamistischer Gruppen gefilmt worden sein könnte, um die rechtsextreme Bewegung weiter zu diskreditieren. Der Leiter der Bewegung gegen illegale Einwanderung (DPNI) Aleksandr Belov vermutete, dass der Mord entweder von den Nationalsozialisten oder mit Hilfe von Sonderdiensten begangen wurde.
Eine Woche nach der Veröffentlichung des Videos, am 21. August 2007, erklärte der Leiter des Pressezentrums des Innenministeriums der Russischen Föderation, Oleg Elnikow, dass die vorläufigen Ergebnisse der Videountersuchung „offensichtliche Anzeichen einer Bearbeitung“ zeigten. Diese zweideutige Aussage des Innenministeriums wurde von den Medien als Bestätigung der zuvor am 16. August von einer Quelle des Innenministeriums geäußerten Theorie interpretiert, dass das Mordvideo inszeniert sei.
Im Juni 2008, sechs Monate nachdem eines der Opfer identifiziert worden war, erklärte Wladimir Markin, ein Vertreter der Staatsanwaltschaft der Russischen Föderation, dass das Video keine Fälschung, sondern ein echter Mord sei.

## Identifizierung eines Opfers
Im Januar 2008 wurde eine der beiden in dem Video getöteten Personen von Angehörigen identifiziert. Bei dem jungen Mann, der in dem Video geköpft wurde, handelte es sich um einen Bewohner des dagestanischen Dorfes Sultan-Jangi-Jurt, Schamil Umachanowitsch Odamanow, der zum Arbeiten nach Moskau gezogen war und zu dem im April 2007 jeglicher Kontakt abgebrochen war. Die erste Erwähnung der Identifizierung von Schamil Odamanow erschien im Februar 2008 in der dagestanischen Wochenzeitung Tschernowik. Trotz der großen öffentlichen Resonanz, die das Hinrichtungsvideo gefunden hatte, erschienen die ersten Berichte darüber in den staatlichen Nachrichtensendern erst vier Monate später, im Juni 2008. Wenige Tage nach der Veröffentlichung des Artikels erschien das so genannte „Manifest der NSPR“ – verfasst von einem gewissen „Kommandeur Branislav“. Aus dem Manifest ging hervor, dass die im August 2007 veröffentlichte Erklärung der NSPR „nicht von den wahren Mördern“ verfasst worden war. Die wahren Mörder aus dem NSPR erkennen keine politische Führung (von NSO und Rumjanzew) an. Als Beweis für seine Beteiligung an dem Mord fügte „Branislav“ zwei exklusive Fotos vom Tatort bei:

„Sie lesen gerade die erste offizielle Erklärung der Nationalsozialistischen Partei Russlands. Im August 2007, einige Zeit nach der Veröffentlichung unseres Videos, verbreitete jemand eine absichtlich falsche Erklärung, die angeblich von uns verfasst wurde. Diese ‚Erklärung‘ bestand sowohl aus ungebildeten banalen Phrasen als auch aus offener Desinformation über die Anerkennung einer Art von politischer Führung über sich selbst. Und obwohl die meisten Menschen erkannt haben, dass diese wahnhafte ‚Erklärung‘ nichts mit der NSPR zu tun hat, werden die Ausführenden und Organisatoren für ihre Täuschungen und den Versuch, in unserem Namen zu sprechen, bestraft werden. […] NSPR-Erklärungen werden immer nicht nach dem Video, sondern zusammen mit ihm verbreitet – das heißt, bisher unveröffentlichte Informationen werden immer als Beweise präsentiert […].“

## Ermittlungen
Mitte 2015 stellte der Dokumentarfilm Credit for Murder des Absolventen der Jerusalemer Filmschule Vlady Antonevicz die Theorie auf, dass der Doppelmord im Wald von den Mitgliedern der russischen Neonazi-Gruppen Format18 und der National Socialist Society begangen wurde. Im Jahr 2016 nannte Antonevicz in einem Interview mit Jelena Fanailowa bei RadioSvoboda offen die drei Teilnehmer an dem Mord: Maxim Marcinkiewicz (Tesak), Sergei Korotkykh (Malyuta) und Dmitri Rumjanzew. Er gab an, dass Korotkikh derjenige war, der Schamil Odamanov enthauptete, während Tesak filmte. Diese Schlussfolgerungen wurden im Jahr 2021 von der Polizei bestätigt.
Antonevicz zufolge schrieb er am Ende seiner jahrelangen Ermittlungen einen Brief an den Präsidenten der Russischen Föderation, Wladimir Putin, in dem er ihn bat, sich mit diesem Mord zu befassen, woraufhin er eingeladen wurde, vor dem Ermittlungsausschuss in Moskau auszusagen. Der Filmemacher hält Sergei Korotkikh, einen der Anführer des National Socialist Society, für einen Agent-Provokateur, der für den russischen FSB arbeitete. Antonevicz stellt einen Zusammenhang zwischen der Veröffentlichung des Mordvideos und der Welle ethnischer Morde her, die sechs Monate später, am Vorabend der Präsidentschaftswahlen 2008, über Russland hereinbrach.
Im September 2020 wurde der Anführer der Neonazi-Gruppe Format18, Marzinkewitsch, der eine Strafe für einen anderen Fall verbüßte, tot in der Zelle des Untersuchungsgefängnisses Nr. 3 in Tscheljabinsk aufgefunden. Die Sprecherin des Untersuchungsausschusses, Swetlana Petrenko, stellte fest, dass Tesak ein „sehr schwerwiegendes“ Motiv für seinen Selbstmord hatte, da seine Verwicklung in den Doppelmord von 2007 nachgewiesen wurde. Während der Ermittlungen sagte Marzinkewitsch in acht weiteren Mordfällen aus, die bis dahin nicht bekannt waren. Insbesondere berichtete Marzinkewitsch über die Morde der frühen 2000er Jahre und die Beteiligung anderer bekannter Neonazi-Mitglieder: Semyon Tokmakov (Boos), Maxim Khotulev, Pavel Myschkin, Michail Mozhaev, Artem Kostylew (Kostyl), Andrei Chuenkov (Großvater), Alexander Filyushkin (Schultz), Maxim Makienko (Zahnarzt) und andere. Bald darauf wurde ein Video von Tesaks letztem Gespräch mit seinem Anwalt im Internet veröffentlicht, in dem er über einige neue, „sehr alte“ Anschuldigungen spricht, mit denen er konfrontiert wurde und von denen er sich nicht „befreien“ konnte, sowie ein halbminütiges Fragment von Tesaks Gespräch mit dem Ermittler, in dem er von anderen Morden erzählt. Am 14. Januar 2021 veröffentlichte Vlady Antonevicz eine geheime Notiz, die Tesak an seine engsten Komplizen Andrey Chuenkov (Ded) und Filyushkin richtete, in der er warnte, dass er „im Grunde alles“ gestanden habe, und ihnen vorschlug, das Land sofort zu verlassen:

„Marshakov hat gegen mich ausgesagt. Es gab keine Möglichkeit zu beweisen, dass ich es nicht war. Ich habe gesagt, dass Malyuta [Sergei Korotkikh] den Kopf abgetrennt hat und dass Zahnarzt [Maxim Makienko] derjenige ist, der in dem Video den Nazi-Gruß macht. Und Romeo hat zugestimmt. Ich bin sicher, er hat es bereits bestätigt. Alle müssen aus dem Land fliehen! Du sagst es Artyom [Artem Kostylev] und lässt ihn die anderen informieren. Die Telefone sind angezapft. Sie haben eine Überwachung eingerichtet. Alle müssen sofort das Land verlassen. An den Grenzen stehen vielleicht schon Polizisten. Sie nehmen mich mit, um die Leichen auszugraben, und danach werden sie alle abholen. Ich konnte es nicht mehr aushalten. Bitte verzeihen Sie mir.“

Sergei Korotkikh nannte die Notiz eine „FSB-Füllung“, um seinen Namen zu diskreditieren. Tesaks Komplize, Artem Kostylev, dessen Name von Martsinkevich genannt wurde, wurde bald darauf erhängt im Wald aufgefunden. Chuenkov und Filyushkin flohen in die Ukraine. Nach dem Tod von Tesak veröffentlichte Vlady Antonevicz eine zweistündige Youtube-Videoreihe Red Flags, in der er seine Ermittlungen und Schlussfolgerungen ausführlich darlegt.